# Jerzy II Podiebradowicz
Jerzy II Podiebradowicz, czeski: Jiří II Minstrbersko-Olešnický, niem.: Georg II. von Münsterberg-Oels  (ur. 30 kwietnia 1512 w Oleśnicy; zm. 13 stycznia 1553 tamże) – książę ziębicki i oleśnicki  z dynastii Podiebradów.
Syn Karola I Podiebradowicza i Anny Żagańskiej.